# فرودگاه صحرایی چالگروو
فرودگاه صحرایی چالگروو (به انگلیسی: Chalgrove Airfield) (به زبان بومی: Royal Air Force Station Chalgrove) یک فرودگاه خصوصی است که یک باند فرود آسفالت دارد و طول باند آن ۱۳۲۵ متر است. این فرودگاه در شهر آکسفورد کشور انگلستان قرار دارد و در ارتفاع ۷۳ متری از سطح دریا واقع شده‌است.